# Klisurski prochod
Klisurski prochod, Klisurska sedłowina albo Derwenta (bułg. Клисурска седловина, Клисурски проход albo Дервента, pol. Przełęcz Klisurska) – przełęcz między Riłą i Weriłą. Jest położona 1025 m n.p.m. Przez nią przechodzi dział wodny rzek Iskyr na wschodzie i Struma na zachodzie. 
W pobliżu przełęczy znajduje się wieś Klisura, przez którą prowadzi droga samochodowa łącząca Samokow z Dupnicą.